# Cerodrillia girardi
Cerodrillia girardi é uma espécie de gastrópode do gênero Cerodrillia, pertencente a família Drilliidae.